# بلكان السفلي (همت أباد)
بلکان السفلی (بالفارسية: پلکان سفلی) هي مستوطنة تقع في إيران في قسم همت أباد الريفي. يقدر عدد سكانها بـ 452 نسمة .